# 約束-Promise code-
「約束-Promise code-」（やくそく プロミスコード）は、GARNiDELiAの楽曲で、5枚目のシングル。2016年8月17日にSME Recordsから発売された。

## 概要
前作「MIRAI」から1年3か月ぶりとなるシングルで、SME Records在籍時に発売した唯一のシングルである。表題曲は、テレビアニメ『クオリディアコード』の2ndエンディングテーマとなっている。
本作のコンセプトは「和」であり、CDのジャケット写真や表題曲のミュージックビデオではメンバーの2人が和装をしている。カップリング曲の「極楽浄土」は、以前にインターネットの動画サイトで「踊っちゃってみたシリーズ」として公開されたもので、「和」をコンセプトとしたシングルをつくるのにあったて収録されている。
「極楽浄土の踊っちゃってみた動画」は8000万再生を突破している（2022年4月時点）。振付には、チャールストンが取り入れられている。

## 収録曲
通常盤・初回生産限定盤
- 作詞：MARiA、作曲・編曲：toku

1. 約束 -Promise code-  [4:16]
2. 極楽浄土[3:38]
3. 紫苑[5:21]
4. 約束 -Promise code-Instrumental[4:14]

DVD (初回生産限定盤のみ)
1. 「約束 -Promise code-」Music Video
2. 「人魚姫」 ライブ映像
3. 「march」 ライブ映像
4. 「オオカミ少女」 ライブ映像

期間生産限定盤(アニメ盤）
1. 約束 -Promise code-
2. 極楽浄土
3. 紫苑
4. 約束 -Promise code- (TV size)

DVD
1. テレビアニメ『クオリディアコード』ノンクレジットエンディング映像